# ヴラシナ川
ヴラシナ川（ヴラシナがわ、セルビア語: Власина, ラテン文字転写: Vlasina）は、セルビア南東部の山岳地帯を流れるドナウ川水系の川である。ヴラシナ湖を水源とし、南モラヴァ川に合流する。

## 流路・支流

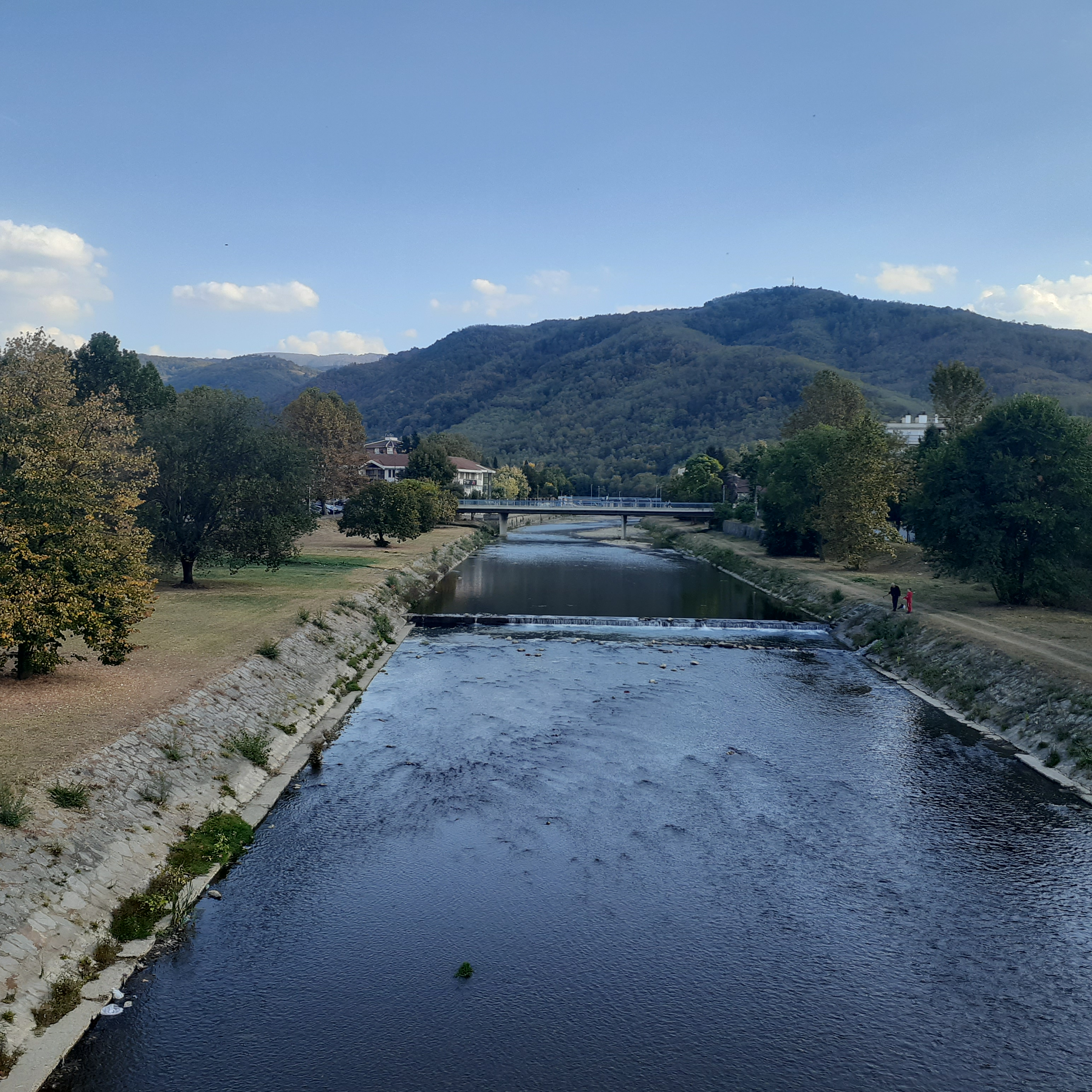
ヴラソティンツェを流れるヴラシナ川。

ヴラシナ川は、ドナウ川水系に属する中規模の川で、ヴラシナ高原を水源とし、南モラヴァ川に合流する。1949年にヴラシナ・ダムが完成したことで、元の水源は人造湖の下となり、以後は湖面の平均標高1,213メートルのヴラシナ湖が水源とされている。水源は基礎自治体としてはスルドゥリツァに属し、そこからツルナ・トラヴァ、ヴラソティンツェを通ってレスコヴァツに至り、レスコヴァツの東、ヴラソティンツェからおよそ10キロメートル下流で南トラヴァ川に合流し、本流の流路延長は約65.9キロメートルである。南トラヴァ川との合流点の標高は約226メートルで、水源から1,000メートル近くを流れ下り、勾配は比較的急である。流路延長の大部分は、標高500メートル以上を流れている。
ヴラシナ川の主な支流には、グラドスカ川（Gradska）、テゴシュニツァ川、ルジュニツァ川（Lužnica）、プスタ川（Pusta）、ビストリチカ川（Bistrička）、ラスタヴニツァ川（Rastavnica）などがある。流域は、南は水源地のヴラシナ湖周辺、北はゴルニェ・ザプラニェ（Gornje Zaplanje）、スヴァ・プラニナ、東はセルビア・ブルガリア国境まで広がり、流域面積は約1,061.72平方キロメートルである。細かいものまで含めると70程の支流があり、流域の単位面積当たり流路延長は1.65 km/km2で、セルビア全体の平均よりも河川網は密集している。

## 地質
ヴラシナ川流域の地質は、主要な基盤が石炭紀からペルム紀にかけて形成されたセルボ・マケドニア地塊である。表層の岩石は、流域面積の半分近くを粘板岩や片麻岩などの変成岩が占め、特にヴラソティンツェより上流の本流周辺はほとんど緑色粘板岩である。残りの大部分は、礫岩や砂岩、石灰岩などの堆積岩からなり、北部の主な支流の上流域に分布している。ヴラソティンツェとそれより下流は、段丘堆積物や沖積層が目立っている。

## 気候
ヴラシナ川の水源域では、気温が年平均7.54℃、降水量が年平均922 mm、下流のヴラソティンツェでは、気温が年平均12.4℃、降水量が年平均729 mmである。

## 環境

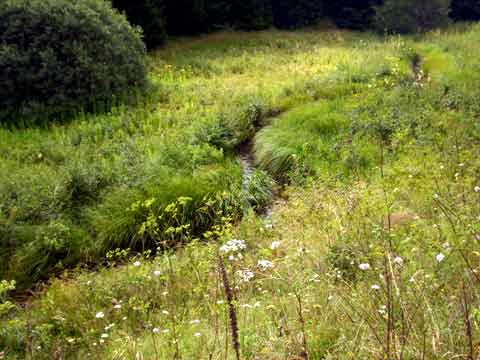
ヴラシナ・ダムから4キロメートル程下流のヴラシナ川。

ヴラシナ川流域の生態系は、多様性に富んでおり、地域に特有の動植物相が発達している。水源域のヴラシナ高原には、泥炭地独特の植生に覆われた湿原が広がり、ヴラシナ湖と共にラムサール条約登録地に指定され、ヴラシナ・ダムの下流3キロメートル程の、ヴラシナ川の川辺も含まれている。また、ヴラシナ高原は重要野鳥生息地にも選定されており、やはりヴラシナ川の一部がその範囲に含まれる。

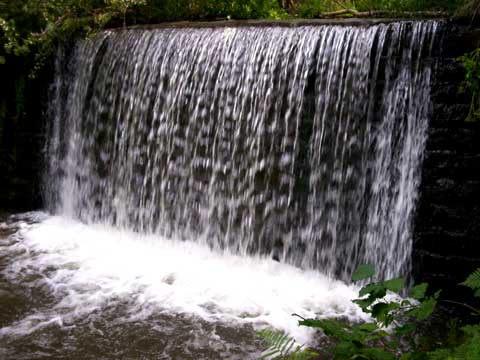
ツルナ・トラヴァを流れるヴラシナ川。

ヴラシナ川流域は、全体的に山林で構成され、工業排水などもないため、セルビア国内でも特に水質が良好に保たれている河川の一つとされる。豊かな生態系が育まれているので、溶存酸素や有機物は多いが、有機汚染物質や重金属などの毒性はないと報告されている。21世紀になり、流域の森林伐採が進んだことで侵食が強まり、腐植質の流入が増えて水質が悪化しつつある。また、ツルナ・トラヴァ周辺では鉱山の開発計画が持ち上がっており、これが実現すると清流が失われると懸念されている。

## 社会

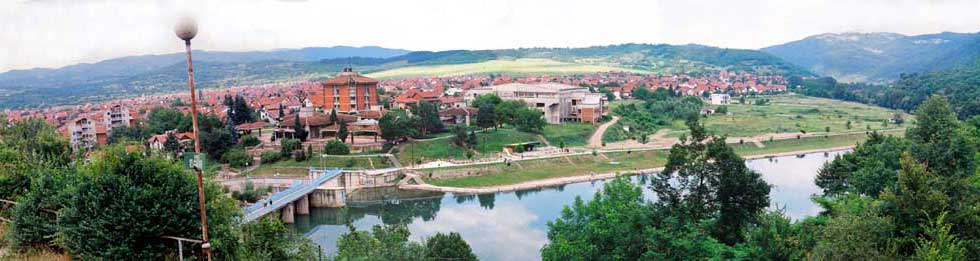
ヴラソティンツェの街並み。手前がヴラシナ川。

ヴラシナ川流域の土地のおよそ8割は森林、あるいはかつて森林だったところで、森林以外では牧草地や畑地が多い。耕作に適した低平地は限られるが、山岳地帯でも牧畜や、ムギ類、ジャガイモなどの栽培が行われている。ヴラソティンツェから川下にかけては、肥沃な平野が広がり、貴重な農地となっているほか、傾斜地はブドウ畑として利用され、ヴラソティンツェはこの地方のワイン生産の中心地となっている。
セルビア鉱業エネルギー省は、ヴラシナ川流域に多数の小水力発電所の建設を計画しており、2020年までに9ヶ所の発電所が完成、流域全体では55ヶ所の発電所建設が予定された。しかし、発電所からの放水によって、川底の生態系が荒廃する累積的な影響が観測され、ヴラソティンツェでは地元の環境活動家などの市民団体 “Bitka za Vlasinu”（ヴラシナ川闘争）の運動の結果、議会が行政区画内での新たな発電所建設を差し止める決定を下す、といった動きもみられる。

## 水害
ヴラシナ川は勾配が急で、多数の支流から本流に水が集まってくる扇のような地形をしているため、洪水の危険があることは早くから認識されていた。ヴラシナ川の平均流量は7.56 m3/sで、1987年以前の統計では最大値が130 m3/sであったが、1988年6月26日の豪雨でその9倍に上る1,200 m3/sの流量を記録し、大規模な洪水が発生、流域に甚大な被害をもたらした。
このときの豪雨は、ヴラシナ川上流域の広い範囲に及び、年平均の降水量が800 mm前後の地域に、記録に残っているものだけで2時間に最大220 mmという猛烈な降雨があった。この雨量による増水に加え、至る所で地滑りも発生し、大小の礫を大量に含んだ濁流が流路に押し寄せ、橋という橋を破壊、川べりでは道路の大部分が寸断し、数千戸の建物が全半壊となった。水が引いた後には大量の土砂が堆積し、厚みは場所によっては数メートルに及び、大きさが1,000立方メートルを超え質量が200トンに及ぶような巨岩も残され、耕地の1割、およそ500ヘクタールが壊滅的な被害を受けた。この水害で被害を受けた土地は1,000平方キロメートルを超え、被害総額はおよそ10億米ドル（3552億ディナール）と見積もられ、4名の死者が出た。
2007年11月26日にも大きな水害があった。この時は、数千戸が浸水被害を受け、橋の流失や道路の破損も発生し、ヴラソティンツェとバブシュニツァは、緊急事態を宣言した。2021年1月にも水害が発生し、ヴラソティンツェなどで断水や停電といった事態に見舞われた。

## 関連文献
- Marković, Jovan Đ. (1980). Regionalna geografija SFR Jugoslavije. Beograd: Građevinska knjiga